# Rodolfo Lara
Gral. Rodolfo Lara fue un militar mexicano que participó en la Revolución mexicana. Nació en Veracruz. Se incorporó a la Revolución Mexicana en las fuerzas de la División de Oriente, donde fue Jefe de la Escolta personal del general Heriberto Jara, con el grado de teniente coronel, aunque más tarde se le confirió el grado de general. 